# نيلة
النيلة (الاسم العلمي: Indigofera) هي جنس من النباتات يتبع فصيلة البقولية من الرتبة الفوليات.